# Saint-Julien-de-Vouvantes
Pour les articles homonymes, voir Saint-Julien.
Saint-Julien-de-Vouvantes (ou Sant-Juluan-Gouwent en Breton) est une commune de l'Ouest de la France, située dans le département de la Loire-Atlantique, en région historique de la Bretagne (région administrative Pays de la Loire). Les habitants s'appellent les Vouvantaises et les Vouvantais.

## Géographie

Situation de la commune de Saint-Julien-de-Vouvantes dans le département de la Loire-Atlantique.

Saint-Julien-de-Vouvantes est située à 15 km au sud-est de Châteaubriant.
| Erbray        | Juigné-des-Moutiers       |                   |
|               | Saint-Julien-de-Vouvantes |                   |
| Petit-Auverné | la Chapelle-Glain         | la Chapelle-Glain |

### Climat
Pour des articles plus généraux, voir Climat des Pays de la Loire et Climat de la Loire-Atlantique.
En 2010, le climat de la commune est de type climat océanique altéré, selon une étude du CNRS s'appuyant sur une série de données couvrant la période 1971-2000. En 2020, Météo-France publie une typologie des climats de la France métropolitaine dans laquelle la commune est exposée à un climat océanique et est dans la région climatique  Bretagne orientale et méridionale, Pays nantais, Vendée, caractérisée par une faible pluviométrie en été et une bonne insolation.
Pour la période 1971-2000, la température annuelle moyenne est de 11,7 °C, avec une amplitude thermique annuelle de 13,6 °C. Le cumul annuel moyen de précipitations est de 699 mm, avec 12,1 jours de précipitations en janvier et 6,7 jours en juillet. Pour la période 1991-2020, la température moyenne annuelle observée sur la station météorologique de Météo-France la plus proche, sur la commune de Soudan à 12 km à vol d'oiseau, est de 12,2 °C et le cumul annuel moyen de précipitations est de 826,4 mm,. Pour l'avenir, les paramètres climatiques de la commune estimés pour 2050 selon différents scénarios d'émission de gaz à effet de serre sont consultables sur un site dédié publié par Météo-France en novembre 2022.

## Urbanisme

### Typologie
Au 1er janvier 2024, Saint-Julien-de-Vouvantes est catégorisée commune rurale à habitat dispersé, selon la nouvelle grille communale de densité à sept niveaux définie par l'Insee en 2022.
Elle est située hors unité urbaine. Par ailleurs la commune fait partie de l'aire d'attraction de Châteaubriant, dont elle est une commune de la couronne,. Cette aire, qui regroupe 20 communes, est catégorisée dans les aires de moins de 50 000 habitants,.

### Occupation des sols
L'occupation des sols de la commune, telle qu'elle ressort de la base de données européenne d’occupation biophysique des sols Corine Land Cover (CLC), est marquée par l'importance des territoires agricoles (97,3 % en 2018), une proportion sensiblement équivalente à celle de 1990 (97,5 %). La répartition détaillée en 2018 est la suivante : 
zones agricoles hétérogènes (46,7 %), terres arables (28,7 %), prairies (21,8 %), zones urbanisées (2,4 %), forêts (0,4 %). L'évolution de l’occupation des sols de la commune et de ses infrastructures peut être observée sur les différentes représentations cartographiques du territoire : la carte de Cassini (XVIIIe siècle), la carte d'état-major (1820-1866) et les cartes ou photos aériennes de l'IGN pour la période actuelle (1950 à aujourd'hui).

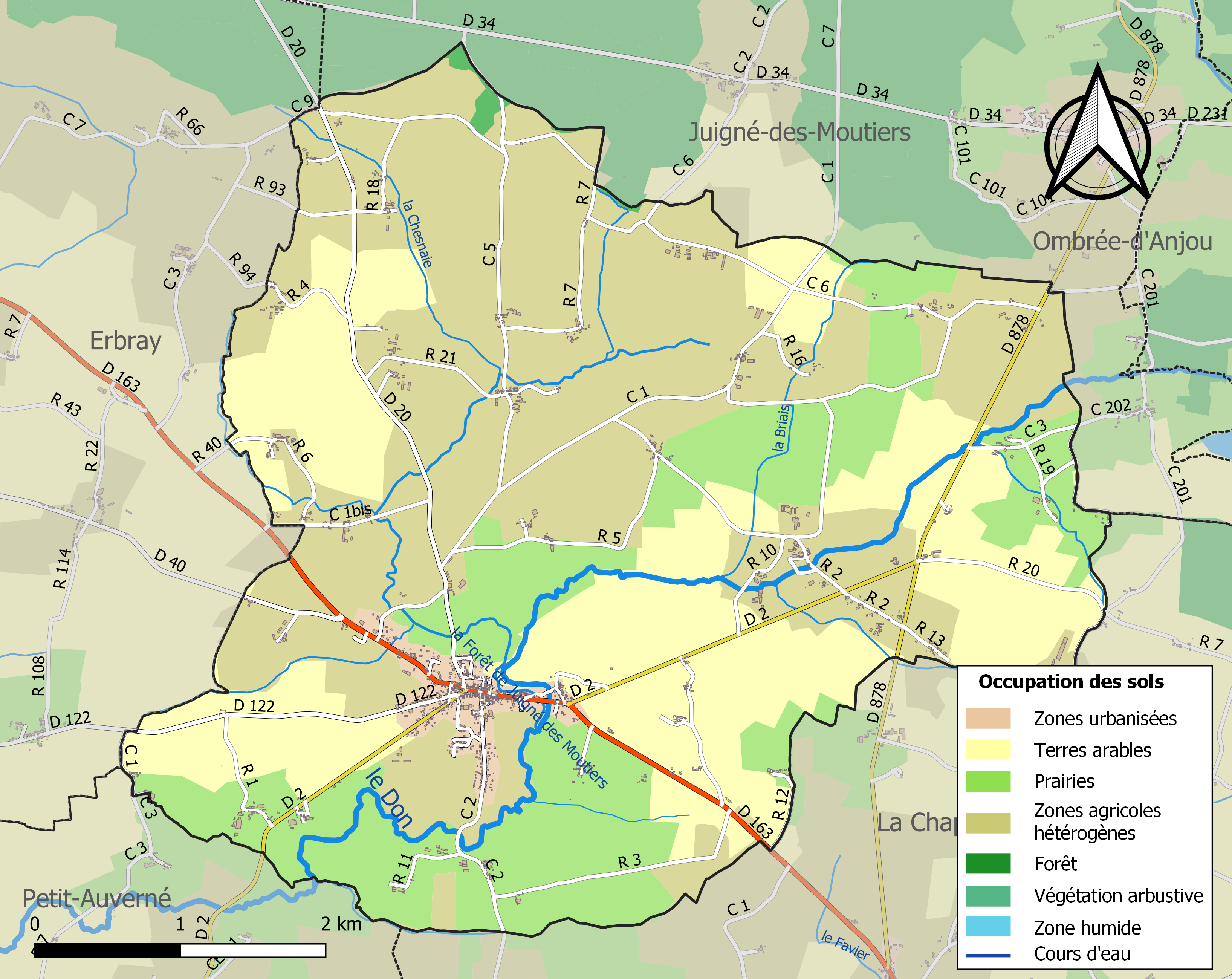
Carte des infrastructures et de l'occupation des sols de la commune en 2018 (CLC).

## Toponymie
La localité est attestée sous les formes Sancti Juliani de Voantes en 1104, Voventam et de Voventa en  1123, Voanta en 1125, Voantis en 1160, Voantes en 1278.
Le nom gallo de la commune est Saint-Jelien, prononcé [sɛ̃ʒəljɛ̃].
La forme bretonne proposée par l'Office public de la langue bretonne est Sant-Juluan-Gouwent.

## Histoire
Saint-Julien-de-Vouvantes est fondée au XIe siècle. Une chapelle est édifiée par les moines de l'abbaye de Saint-Florent-le-Vieil, dédiée à saint Julien, soldat de l'armée romaine, né à Vienne au IIIe siècle, martyr par décapitation, lors des persécutions de Dioclétien contre les chrétiens, en 383.
Elle constitue un lieu de pèlerinage à l'époque des Ducs de Bretagne.
Au XVe siècle, la commune appartient à la baronnie de Châteaubriant.
Sous Louis XV, la commune est un lieu d'étape des galériens.
Pendant la Révolution, la commune s'appelle Rochefontaine.[réf. nécessaire]

## Emblèmes

### Héraldique
| Blason | Blasonnement : D'azur à la crosse d'or accostée de deux fleurs de lys du même ; au chef d'argent chargé de trois mouchetures d'hermine de sable. Commentaires : Les mouchetures d'hermine évoquent le blasonnement d'hermine plain de la Bretagne, rappelant l'appartenance passée de la ville au duché de Bretagne. Blason conçu par Eugène Charron. |

### Devise
La devise de Saint-Julien-de-Vouvantes : Proelium Justum Commisi.

## Politique et administration
| Période                                  | Période   | Identité              | Étiquette | Qualité             |
| ---------------------------------------- | --------- | --------------------- | --------- | ------------------- |
| mars 1983                                | mars 2001 | Raymond Bouchet       |           |                     |
| mars 2001                                | mars 2008 | Luc Crossouard        |           | Technico-commercial |
| mars 2008                                | 2020      | Serge Héas            |           | Retraité            |
| 2020                                     | En cours  | Jean-Michel Chevalier |           |                     |
| Les données manquantes sont à compléter. |           |                       |           |                     |

## Population et société

### Démographie
Selon le classement établi par l'Insee, Saint-Julien-de-Vouvantes est une commune multipolarisée. Elle fait partie de la zone d'emploi et du bassin de vie de Châteaubriant. Elle n'est intégrée dans aucune unité urbaine. Toujours selon l'Insee, en 2010, la répartition de la population sur le territoire de la commune était considérée comme « peu dense » : 60 % des habitants résidaient dans des zones « peu denses »  et 40 % dans des zones « très peu denses ».

#### Évolution démographique
L'évolution du nombre d'habitants est connue à travers les recensements de la population effectués dans la commune depuis 1793. Pour les communes de moins de 10 000 habitants, une enquête de recensement portant sur toute la population est réalisée tous les cinq ans, les populations de référence des années intermédiaires étant quant à elles estimées par interpolation ou extrapolation. Pour la commune, le premier recensement exhaustif entrant dans le cadre du nouveau dispositif a été réalisé en 2005.

En 2022, la commune comptait 963 habitants, en évolution de −1,03 % par rapport à 2016 (Loire-Atlantique : +6,68 %, France hors Mayotte : +2,11 %).
| 1793  | 1800  | 1806  | 1821  | 1831  | 1836  | 1841  | 1846  | 1851  |
| ----- | ----- | ----- | ----- | ----- | ----- | ----- | ----- | ----- |
| 1 275 | 1 401 | 1 369 | 1 563 | 1 665 | 1 761 | 1 701 | 1 736 | 1 748 |

| 1856  | 1861  | 1866  | 1872  | 1876  | 1881  | 1886  | 1891  | 1896  |
| ----- | ----- | ----- | ----- | ----- | ----- | ----- | ----- | ----- |
| 1 879 | 2 007 | 1 990 | 1 968 | 1 945 | 1 872 | 1 873 | 1 834 | 1 724 |

| 1901  | 1906  | 1911  | 1921  | 1926  | 1931  | 1936  | 1946  | 1954  |
| ----- | ----- | ----- | ----- | ----- | ----- | ----- | ----- | ----- |
| 1 660 | 1 574 | 1 362 | 1 317 | 1 307 | 1 227 | 1 203 | 1 079 | 1 057 |

| 1962 | 1968  | 1975 | 1982  | 1990 | 1999 | 2005 | 2006 | 2010 |
| ---- | ----- | ---- | ----- | ---- | ---- | ---- | ---- | ---- |
| 976  | 1 008 | 947  | 1 023 | 955  | 879  | 923  | 926  | 924  |

| 2015 | 2020 | 2022 | - | - | - | - | - | - |
| ---- | ---- | ---- | - | - | - | - | - | - |
| 968  | 959  | 963  | - | - | - | - | - | - |

#### Pyramide des âges
En 2018, le taux de personnes d'un âge inférieur à 30 ans s'élève à 33,1 %, soit en dessous de la moyenne départementale (37,3 %). À l'inverse, le taux de personnes d'âge supérieur à 60 ans est de 32,1 % la même année, alors qu'il est de 23,8 % au niveau départemental.
En 2018, la commune comptait 458 hommes pour 518 femmes, soit un taux de 53,07 % de femmes, légèrement supérieur au taux départemental (51,42 %).
Les pyramides des âges de la commune et du département s'établissent comme suit.
| Hommes | Classe d’âge | Femmes |
| ------ | ------------ | ------ |
| 2,0    | 90 ou +      | 6,2    |
| 7,3    | 75-89 ans    | 13,9   |
| 18,7   | 60-74 ans    | 15,7   |
| 19,8   | 45-59 ans    | 17,1   |
| 17,1   | 30-44 ans    | 15,7   |
| 12,5   | 15-29 ans    | 13,2   |
| 22,7   | 0-14 ans     | 18,1   |

| Hommes | Classe d’âge | Femmes |
| ------ | ------------ | ------ |
| 0,6    | 90 ou +      | 1,8    |
| 6      | 75-89 ans    | 8,6    |
| 15,1   | 60-74 ans    | 16,4   |
| 19,4   | 45-59 ans    | 18,8   |
| 20,1   | 30-44 ans    | 19,3   |
| 19,2   | 15-29 ans    | 17,4   |
| 19,5   | 0-14 ans     | 17,6   |

## Économie
L'économie de la commune est plutôt tournée vers l'artisanat et les services de proximité. On recense 53 établissement actifs. La zone d'activité communale de Rolieu, s’étend sur 9,8 hectares.

## Vie locale

### Commerces, services et infrastructures
Il y a, à Saint-Julien-de-Vouvantes, une caserne de sapeurs-pompiers. La brigade territoriale de gendarmerie a été dissoute le 1er juillet 2016 et des logements ont été aménagés dans les locaux.
La commune dispose de plusieurs commerces de proximité (boulangerie, café-tabac, restaurant, supérette).[réf. nécessaire]

### Enseignement
Saint-Julien-de-Vouvantes dépend de l'académie de Nantes. Pour l'enseignement élémentaire, la commune dispose d'une école publique « des rochettes » ainsi que d'une école privée « Saint-Michel ».

### Danse locale
Le Sacristain : danse bretonne dérivée des anciens quadrilles qui comprend quatre figures : le Moulinet, l'Accroché, la Ronde et le Balancé.

### Santé
1 médecin exerçant dans la commune.
1 pharmacie
1 cabinet infirmier
Le centre hospitalier le plus proche se situe à Châteaubriant, à 15 km.

## Lieux et monuments
- L'église Saint-Julien a été reconstruite à la fin du XIXe siècle (1889) en style gothique flamboyant par l'architecte François Bougouin[24]. Sa crypte est construite sur l'ancien sanctuaire. À l'époque de sa construction, il est prévu qu'elle devienne le sanctuaire des pèlerinages. Elle contient des éléments de l'ancienne église du XVe siècle ainsi qu'un retable du XIIe siècle et des statues. L'église est inscrite au monuments historiques depuis 2007[25] ;
- la chapelle Sainte-Anne, à l'intérieur du cimetière ; elle date de 1641, sa cloche de 1636 et sa rénovation de 1996 ;
- le lavoir, dont le bassin est en schiste, date du XIXe siècle ;
- trois fontaines :
  - la fontaine de Saint Julien, réputée guérir la fièvre ;
  - la fontaine des Aveugles ;
  - la fontaine des Goutteux ou des Galeux ;
- la « maison des Trois Rois » ;
- le manoir de la Briais, XIVe et XVIIIe siècles, comprend une tour carrée fortifiée construite au XVIe siècle ;
- l’ancien moulin à vent, au lieu-dit la Selle[26] ;
- le « Sentier des fontaines », circuit balisé de 3,5 km[27].

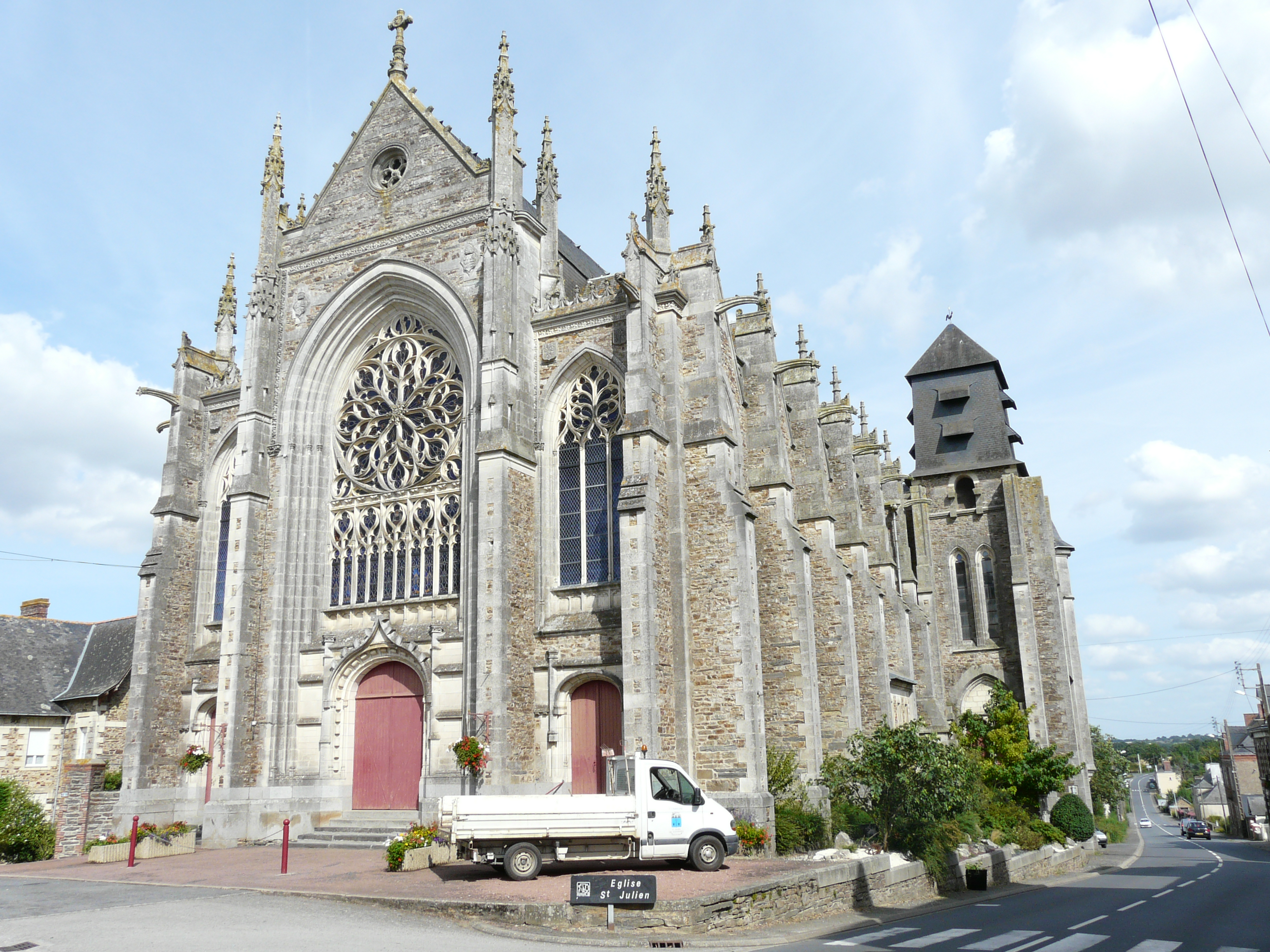
Église Saint-Julien.
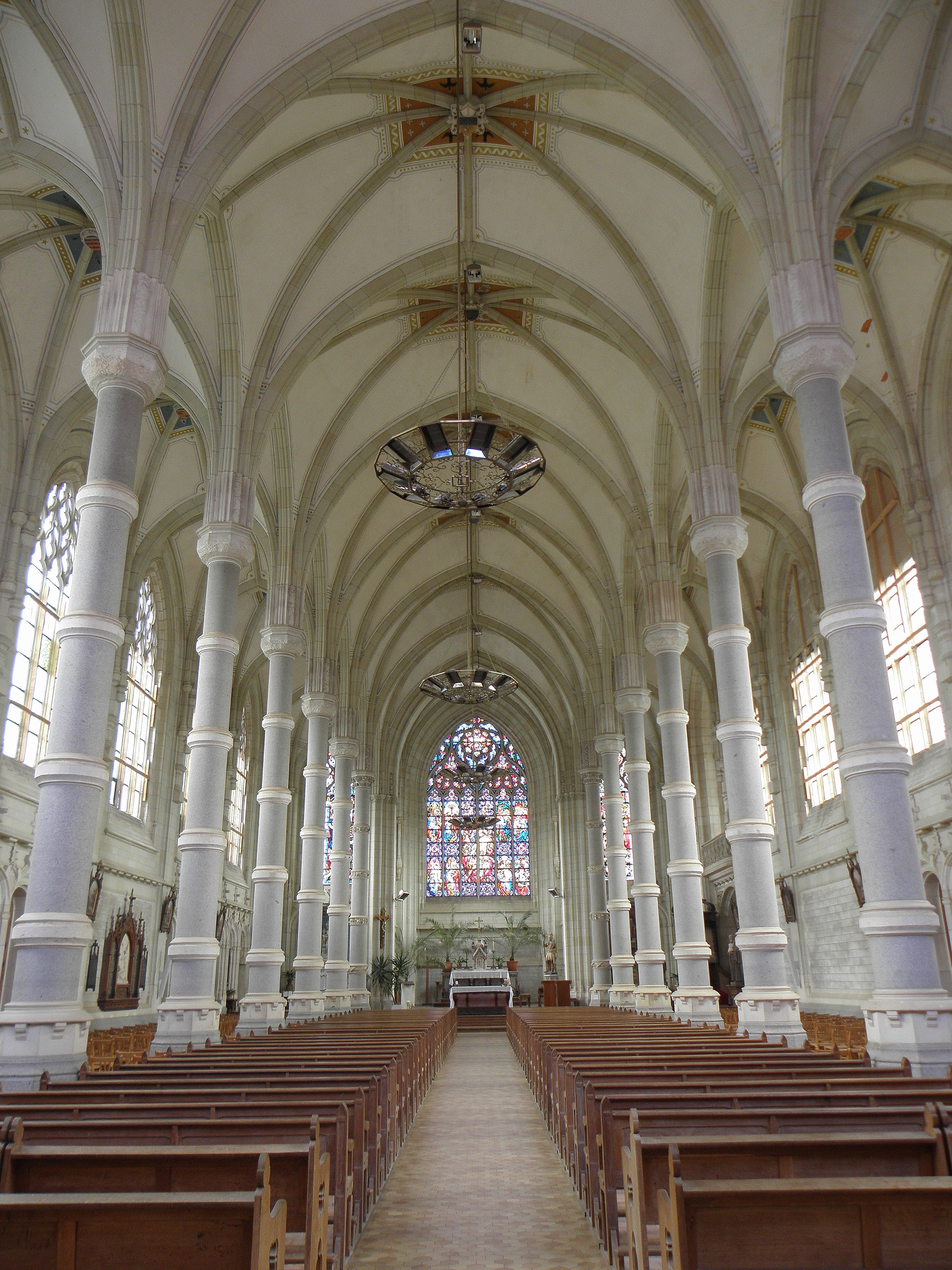
L'intérieur de l'église.
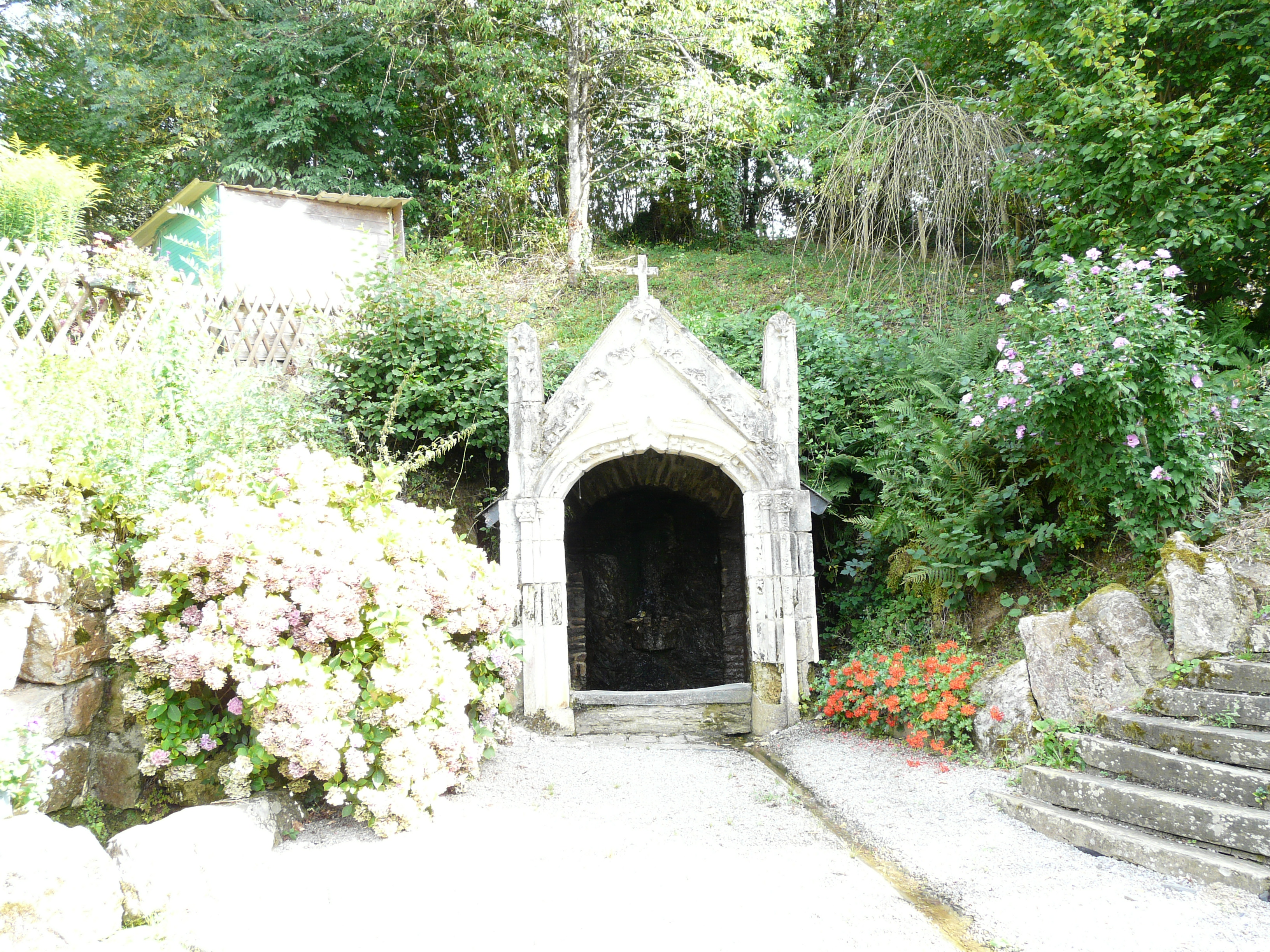
Fontaine de Saint-Julien.
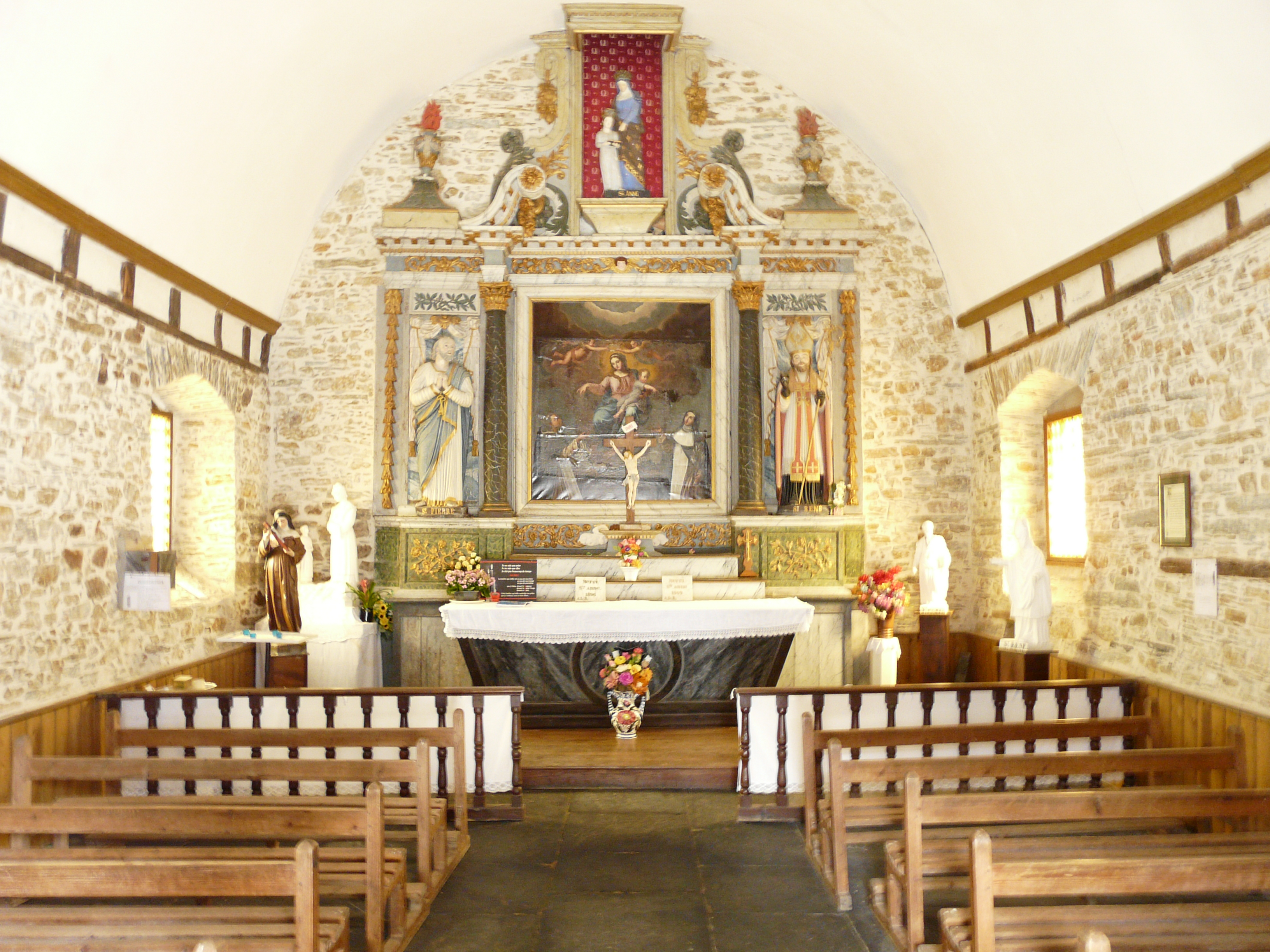
Chapelle Sainte-Anne.
- Traversée de Saint-Julien via la D 163.

## Personnalités liées à la commune
- François Jouneaulx, homme politique né le 16 février 1795 à Saint-Julien-de-Vouvantes (Loire-Atlantique) et décédé le 10 août 1851 à Candé (Maine-et-Loire).